# 렙셰츠 수
일반위상수학에서 렙셰츠 수(Лефшец數, 영어: Lefschetz number)는 콤팩트 공간 위의 연속 자기 함수의 호모토피류에 대응되는 유리수 값의 불변량이다. 렙셰츠 수가 0이 아닌 경우, 렙셰츠 고정점 정리(Лефшец固定點定理, 영어: Lefschetz fixed-point theorem)에 따르면 함수는 고정점을 갖는다.

## 정의
다음 데이터가 주어졌다고 하자.
- 위상 공간 {\displaystyle X}. 또한, 그 모든 베티 수와 코호몰로지 차원이 유한하다고 하자.
- 연속 함수 {\displaystyle f\colon X\to X}

그렇다면, {\displaystyle f}에 의하여 특이 코호몰로지에 대한 군 준동형이 유도된다.
{\displaystyle f_{*}^{(n)}\colon \operatorname {H} ^{n}(X;\mathbb {Z} )\to \operatorname {H} ^{n}(X;\mathbb {Z} )\qquad (n\in \mathbb {N} )}
특히, 유리수 계수를 취하면, 다음과 같은 유리수 선형 변환을 얻는다.
{\displaystyle f_{*}^{(n)}\otimes \mathbb {Q} \colon \operatorname {H} ^{n}(X;\mathbb {Q} )\to \operatorname {H} ^{n}(X;\mathbb {Q} )\qquad (n\in \mathbb {N} )}
{\displaystyle f}의 렙셰츠 수 {\displaystyle \operatorname {Lef} f}는 다음과 같은 대각합들의 합인 유리수이다.
{\displaystyle \operatorname {Lef} f=\sum _{n=0}^{\infty }(-1)^{n}\operatorname {tr} (f_{*}^{(n)}\otimes \mathbb {Q} )\in \mathbb {Q} }

## 성질
렙셰츠 고정점 정리에 따르면, 만약
- {\displaystyle X}가 콤팩트 단체 복합체이며,
- {\displaystyle \operatorname {Lef} f\neq 0}이라면,

{\displaystyle f}는 고정점을 갖는다. 즉, {\displaystyle f(x)=x}인 {\displaystyle x\in X}가 존재한다.
그러나 그 역은 성립하지 않을 수 있다.

### 렙셰츠-호프 정리
만약
- {\displaystyle X}가 {\displaystyle n}차원 콤팩트 다양체이며,
- {\displaystyle f}가 오직 유한 개의 고정점을 갖는다고 하자.

{\displaystyle f}의 고정점들의 집합을 {\displaystyle \operatorname {Fix} (f)\subseteq X}라고 하자. {\displaystyle x_{0}\in \operatorname {Fix} f}에 대하여, 항상 다음 조건들을 만족시키는 두 근방 {\displaystyle U\ni x_{0}}, {\displaystyle V\ni x_{0}}을 찾을 수 있다.
- {\displaystyle U}와 {\displaystyle V}는 {\displaystyle n}차원 열린 공과 위상 동형이다.
- {\displaystyle f(V)\subseteq U}이다.
- {\displaystyle U\cap \operatorname {Fix} f=V\cap \operatorname {Fix} f=\{x_{0}\}}
- {\displaystyle \forall x\in V\setminus \{x_{0}\}\colon f(x)\neq x_{0}}

로 가정할 수 있다. 이 경우, 다음 함수
{\displaystyle f\upharpoonright (V\setminus \{x_{0}\})\colon V\setminus \{x_{0}\}\to U\setminus \{x_{0}\}}
를 생각하자. 정의역과 공역 둘 다 초구 {\displaystyle \mathbb {S} ^{n-1}}와 동치이므로, 호모토피류 {\displaystyle \phi _{x_{0}}\colon (U\setminus \{x_{0}\}\simeq \mathbb {S} ^{n-1})\to (U\setminus \{x_{0}\}\simeq \mathbb {S} ^{n-1})}를 정의할 수 있다. {\displaystyle X}에 임의의 방향을 주었을 때, {\displaystyle \phi _{x_{0}}}의 브라우어르 차수 {\displaystyle \deg \phi _{x_{0}}\in \mathbb {Z} }를 정의할 수 있다.
렙셰츠-호프 정리(영어: Lefschetz–Hopf theorem)에 따르면, 다음이 성립한다.
{\displaystyle \sum _{x\in \operatorname {Fix} (f)}\deg \phi _{x}=\operatorname {Lef} f\in \mathbb {Z} }
특히, 이 경우 렙셰츠 수는 항상 정수임을 알 수 있다.

## 예
만약 {\displaystyle f}가 항등 함수라면 그 렙셰츠 수는 {\displaystyle X}의 오일러 지표이다.
{\displaystyle \operatorname {Lef} f=\chi (X)}

### 렙셰츠 정리의 역에 대한 반례
원 {\displaystyle \mathbb {S} ^{1}\cong \mathbb {R} /(\forall x\colon x\sim x+1)} 위의 항등 함수 {\displaystyle f\colon x\mapsto x}를 생각하자. 이는 물론 연속 함수이며, 무한히 많은 고정점을 갖는다. 그러나 임의의 {\displaystyle \theta \in \mathbb {R} \setminus \mathbb {Z} }에 대하여 {\displaystyle x\mapsto x+\theta }는 항등 함수와 호모토픽하지만 고정점을 갖지 않는다. 즉, 고정점을 갖는지 여부는 호모토피 불변량이 아니며, 이 호모토피류의 렙셰츠 수는 0이다.

## 역사
솔로몬 렙셰츠가 도입하였다. 렙셰츠-호프 정리는 하인츠 호프가 증명하였다.